# Al-Thawrah, Tỉnh Hama
Al-Thawrah (tiếng Ả Rập: الثورة ath-thawrah, có nghĩa là "cuộc cách mạng") là một ngôi làng Syria nằm ở phó huyện Qalaat al-Madiq thuộc huyện al-Suqaylabiyah, Hama. Theo Cục Thống kê Trung ương Syria (CBS), ngôi làng có dân số 632 người trong cuộc điều tra dân số năm 2004.